# General Motors OBB
La fábrica GM OBB fue una planta de ensamblaje automotriz ecuatoriana, con sede en el Distrito Metropolitano en la ciudad de Quito. filial de General Motors.

## Historia

### Inicios
Su historia se remonta a Ómnibus BB Transportes (OBB), ensambladora automotriz ecuatoriana, que inició sus operaciones en 1975 de la mano del señor Bela Botar Kendur, joven húngaro y gran emprendedor que emigró al Ecuador y que con su visión revolucionó el mercado automotor ecuatoriano. 
El sueño del señor Bela Botar Kendur comenzó en el sector de la Kennedy, frente al Colegio Técnico Aeronáutico, en Quito; en un pequeño taller donde se trabajó bajo el nombre de "Proveedora Automotriz", compañía madre de OBB. En este lugar, se fabricaron los primeros prototipos de ómnibuses, conocidos hasta ahora como Blue Bird - Botar. En 1981, la norteamericana General Motors se integra como accionista y se inicia una importante inversión para esnamblar vehículos y la producción de autopartes.
Para el proceso de ensamblaje se utilizan gran parte de componentes desarrollados por proveedores nacionales de autopartes y CKD (Complete knock down) o componentes simples no sub-ensamblados que provienen de diferentes países tales como Corea del Sur, China, Japón y Tailandia. En la actualidad, el 40% de los vehículos comercializados a través de la Red de Concesionarios Chevrolet en el Ecuador son ensamblados localmente, y si bien hay un alto porcentaje exportado, no es significativo en sus países vecinos; ya que en algunos de ellos hay ya productos que se producen y comercializan sin piezas de origen exterior, diferente del caso ecuatoriano, en donde un alto porcentaje del material CKD es importado, incluso de países vecinos. 
GM OBB del Ecuador es considerada una empresa líder en inversión y generación de empleo pues su cadena productiva está conformada por colaboradores directos, así como fuentes de empleo indirecta representados por trabajadores de los autopartistas, personal de la Red de Concesionarios y colaboradores en empresas asociadas prestadoras de servicio.
En 1976 se ensambló el primer bus de servicio urbano, un Blue Bird Botar que transformó el transporte público del país. Su diseño de inspiración europea, fue creación del señor Bela Botar Kendur y la fabricación estuvo a cargo de jóvenes manos ecuatorianas. Este novedoso vehículo de transporte tenía una capacidad para 40 pasajeros y funcionaba a gasolina.

### Operando bajoGM
En mayo de 1980 se ensambló la primera Blazer, el primer vehículo liviano de la marca con el cual se introdujo un nuevo proceso industrial en el ensablaje de automotores. Para su introducción al mercado, se importaron los componentes de éste vehículo desde Brasil, y así mismo se implementaron nuevas líneas de producción en la planta industrial que se dotó con más instalaciones y maquinarias más sofisticadas y hasta se importaron algunas herramientas de alta precisión, que hasta ese entonces no existían en el país.
Durante los años de producción de este modelo; la Blazer tuvo gran acogida en el mercado, en el primer año se tenía programado fabricar 400 unidades, pero la gran demanda llevó a que se ensamblasen más de 1000 unidades. El vehículo que le sucedió en el liderazgo fue la Chevrolet Trooper.

### Operatividad
En la actualidad, y para el proceso de ensamblaje se utilizan partes y componentes desarrollados tanto importados de las diferentes plantas de General Motors en exterior y/o países vecinos (como Colombia, Argentina, México y Venezuela), como los fabricados por proveedores nacionales. Los materiales CKD provenientes de diferentes orígenes tales como surcoreano, chino, japonés, brasileño, mexicano, argentino y colombiano, los cuales son el núcleo de su operación principal; el ensamble, y abastecen la gran mayoría del inventario actual de modelos de la GM en Ecuador.

### Cierre
Tras 49 años de trabajo, la planta de manufactura de GM OBB del Ecuador concluirá un exitoso ciclo de aporte a la industria automotriz. A lo largo de su historia, la planta ensambló 22 modelos de vehículos Chevrolet.

## Modelos ensamblados

### En producción
- Chevrolet Sail (Tercera Generación)
- Chevrolet D-max (Segunda Generación)

### Modelos importados
- Chevrolet Cruze,
- Chevrolet Orlando,
- Chevrolet Spark,
- Chevrolet Spark GT,
- Chevrolet Captiva Sport,
- Chevrolet Tracker,
- Chevrolet TrailBlazer,
- Isuzu Serie N,
- Isuzu Serie F,
- Chevrolet Van N 300 Cargo,
- Chevrolet Van N 300 Pasajeros,
- Chevrolet Camaro RS,

### Históricos
- Chevrolet Aveo (Primera generación)
- Chevrolet Blazer
- Chevrolet Monza (1984 - 1995)
- Chevrolet Vitara
- Chevrolet Trooper
- Chevrolet Luv D-Max
- Suzuki Vitara SZ
- Suzuki Grand Vitara 5
- Chevrlolet/Suzuki Grand Vitara
- Suzuki Vitara (Segunda generación)

## Certificaciones y Control de Calidad
El proceso de producción de vehículos es riguroso y asegura a los clientes la calidad del producto en todo momento. En el 2011, GM OBB fue una de las primeras plantas en montar materiales CKD de General Motors en el mundo en certificarse como planta "BIQ III, Hecho con Calidad", lo que la ubica en el nivel de calidad más alto de su matriz. A su vez, la planta cuenta con certificaciones de calidad dentro de las normas ISO ISO 9000 e ISO 14000, lo que asegura que sus procesos industriales se enmarquen dentro de la ética ecológica actualmente en boga. La planta maneja un programa de reducción de residuos sólidos y cuenta con una Planta de Tratamiento Integral del Agua que permite un adecuado manejo de las descargas industriales y de las aguas servidas.
Para el proceso de ensamblaje se utiliza una parte de componentes desarrollados por proveedores nacionales, y otra proveniente de materiales CKD que provienen de diferentes países tales como Corea del Sur, China, Japón, Brasil, México, Argentina y Colombia.

### Desarrollos relacionados
- AYMESA

### Sociedades (Filiales deGM) similares
- General Motors Corporation
- GM Argentina
- GM do Brasil
- General Motors de Chile
- General Motors de Colombia
- GM México
- Opel
- GM Holden
- Daewoo GM
- Isuzu
 Suzuki

### Listas relacionadas
- Categoría:Modelos de Chevrolet